# Marina Anatolijivna Porosenko
Marina Anatolijivna Porosenko (ukránul: Марина Анатоліївна Порошенко, születéskori vezetékneve Perevedenceva; Kijev, 1962. február 1.) ukrán orvos, közéleti személyiség, Petro Porosenko korábbi ukrán elnök felesége.

## Élete
1962-ben született Kijevben. Apja Anatolij Mihajlovics Perevedencev (sz. 1933), aki a szovjet időszakban az Ukrán SZSZK egészségügyi miniszterének helyettese, 1985–1988 között a mongóliai szovjet nagykövetség követ-tanácsosa volt. Anyja, Ljudmila Mikolajivna Perevedenceva (sz. 1936) a kijevi Arszenal üzemben dolgozott.
A kijevi Bohomolec Nemzeti Orvostudományi Egyetemen tanult. Egyetemi tanulmányai idején, 1983-ban egy diszkóban ismerkedett meg az akkor a Kijevi Állami Egyetemen tanuló Petro Porosenkóval, akivel egy év múlva, 1984-ben összeházasodott. Az első gyermekük születéséig egy kijevi kórházban kardiológusként dolgozott.

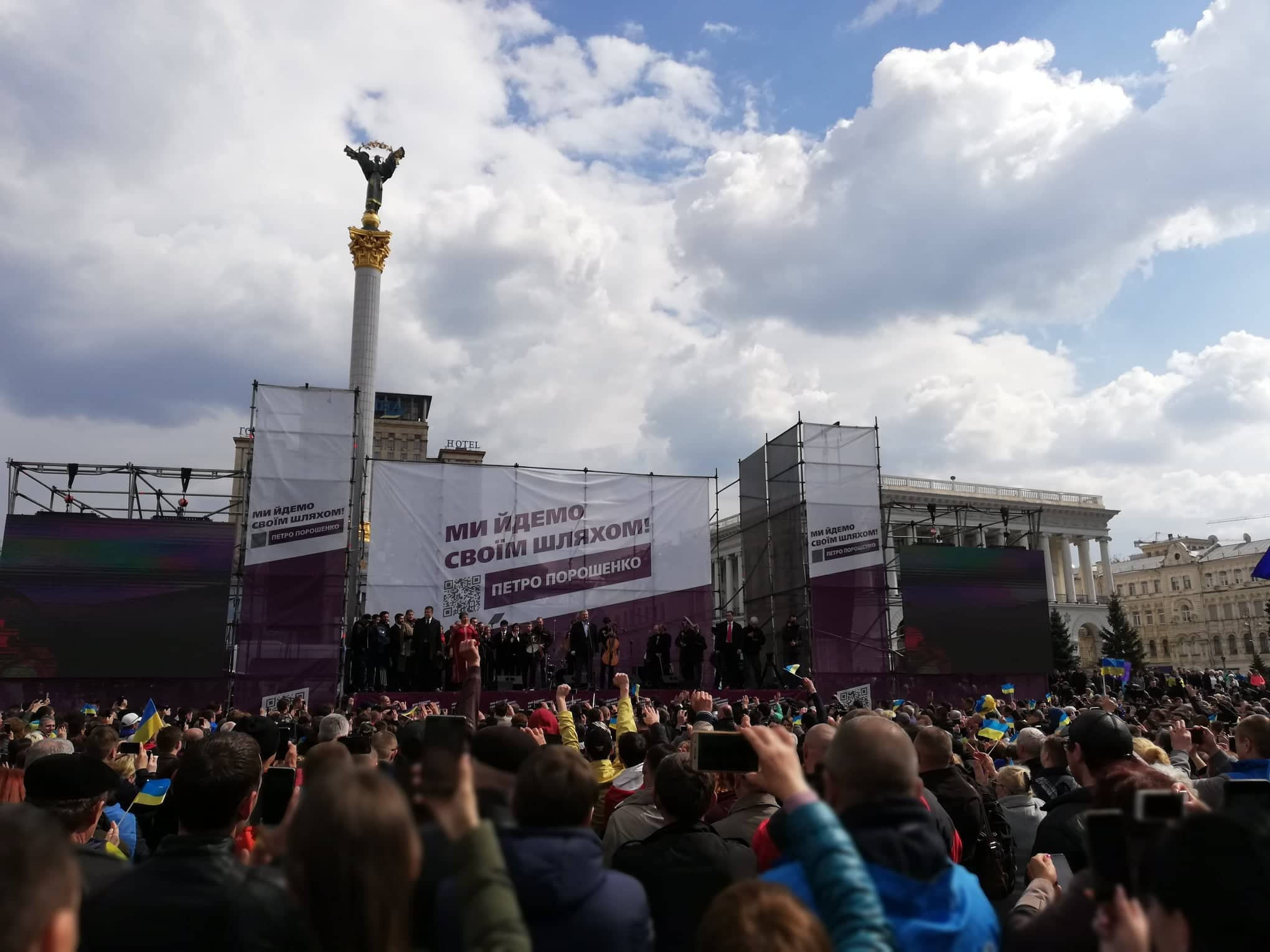

## Közéleti tevékenysége
Politikai ügyekben nem nyilvánul meg, főként jótékonysági tevékenységgel foglalkozik. A Petro Porosenko Jótékonysági Alapítvány igazgatótanácsának elnöke.
2018-2019-ben az Ukrán Kulturális Alapítvány elnöke volt.

## Magánélete
Férje Petro Porosenko. Négy gyermekük van, Olekszij (sz. 1985) üzletember, korábban a Vinnicjai Területi Tanács képviselője volt, 2014 októberétől parlamenti képviselő. Jevhenyija és Olekszandra ikrek, 2000-ben születtek. Legfiatalabb gyermeke Mihajlo, 2001-ben született. Mindegyik gyermek keresztapja Viktor Juscsenko korábbi elnök. A család Kijev déli részén, Koncsa-Zaszpában él.